# Lamprospora tortulae-ruralis
Lamprospora tortulae-ruralis är en svampart som tillhör divisionen sporsäcksvampar, och som beskrevs av Dieter Benkert. Lamprospora tortulae-ruralis ingår i släktet Lamprospora, och familjen Pyronemataceae. Arten är reproducerande i Sverige.